# Philibert Guide
Pour les articles homonymes, voir Guide.
Philibert Guide (dit Hégémon) est un poète et fabuliste français né à Chalon-sur-Saône dans une riche famille acquise à la Réforme, le 22 mars 1535 et mort à Mâcon le 29 novembre 1595. Il est le fils du procureur de roi Philippe Guide et de Reine Rougeot.

## Biographie

### Grands-parents et parents
La fortune des Guide  débuta sans doute avec son grand-père, Pierre Guide, receveur au bailliage et au grenier à sel , qui avait épousé Anthoine Blosson. Au début du XVIe siècle, ce couple achète quatre maisons , rue et place du Châtelet ; sans doute aussi, hors les murs, le domaine de la Colombière. Ils n’ont que deux enfants, Philibert et Philiberte car ils meurent prématurément en 1522. 
Philibert Guide, père de notre poète, est receveur au bailliage , puis commis au greffe. Il épouse vers 1530 Reine Rougeot et lui donne cinq enfants avant de mourir en 1540 alors que Philibert, troisième enfant, né le 22 mars 1535, rue du Châtelet, n’a que cinq ans. Les quatre frères et sœurs de Philibert sont Adrienne, Anne, Jehanne, et Pierre. En 1547 – Philibert, a douze ans –  on entreprend la construction de la nouvelle enceinte qui empiète sur une partie du domaine de la Colombière.

### Mariage
Philibert Guide fréquente-t-il le collège littéral de Chalon puis fait-il son droit à Dijon ? C’est probable. Il est assuré qu’il adhère aux idées de la Réforme avant son mariage en 1563 puisque celui-ci est célébré par un pasteur. À 28 ans, Philibert Guide épouse Etiennette Villemenot, dont les parents, adeptes de la Réforme, possèdent la maison des Trois Greniers, à Chalon-sur-Saône. Les cérémonies religieuses protestantes étant alors interdites à Chalon, le mariage est célébré à Saint-Berain-sur-Dheune par maître Bon du Prez, ministre de la parole de Dieu.

### Une vie mouvementée et dramatique
Le baptême de leur premier enfant, Elie, né à Chalon en janvier 1565, a lieu au Péage où les protestants ont pu installer un temple proche du hameau du Villars, sur la route de Chalon à Mercurey. L’enfant ne vit que quelques mois. Leur second enfant Jonas, né à Chalon le 6 juin 1567, est baptisé à Cruzilles et ne vit qu’un mois.
En fin d’année 1567, les troubles reprenant, nombre de protestants quittent la ville et se réfugient dans les châteaux environnants tenus par des coreligionnaires. En 1568, Philibert Guide et sa femme sont accueillis au château de La Rochepot. Le 18 octobre 1568, y naît leur troisième enfant, Anne. En l’absence de ministre de la parole de Dieu, elle est baptisée à l’église romaine mais ne vit que dix mois.
La situation s’envenime et la plupart des protestants chalonnais au cours de l’année 1569 s’exilent dans les environs de Chalon, par exemple à Buxy. Philibert et Estiennette choisissent de s’installer à Genève. Les Guide y retrouvent plusieurs protestants du Chalonnais dont un cousin, Barthélemy Gallois et Jean de Saint-Léger, baron de Rully. C’est dans cette ville que naît le 22 janvier 1570, Paul, leur quatrième enfant qui est baptisé trois jours plus tard au temple Saint-Pierre par Théodore de Bèze.
Fin 1570, les Guide rentrent en Bourgogne. Le 15 avril 1572, naît à Chalon leur cinquième enfant, Abraham, qui est baptisé à Cruzilles ; il a pour parrain son oncle Robert Bouchin de Beaune. Il vivra peut-être une vingtaine d’années et n’aura pas de descendants.
Leur sixième enfant (le troisième, avec Paul et Abraham, ayant vécu plus de deux ans), Daniel, naît le 1er février 1574 à Givry où ils s'étaient réfugiés pour les troubles. Il y est baptisé à l’église romaine du lieu.
Puis les protestants connaissent une accalmie et, en 1575, Philibert Guide retrouve ses fonctions de procureur et s’adonne à la poésie. C’est sans doute à partir de cette date qu’il commence à composer les poèmes qui seront publiés en 1583. 
Le 15 août 1575, naissance à Chalon d’Israël, leur septième enfant qui, fait notable, est le seul baptisé à Chalon selon l’église réformée. Il décède en septembre.
Le 14 février 1577, leur huitième enfant, né à Chalon, est baptisé à Sainte-Croix près de Louhans. Il meurt le 4 mai 1579. 
Leur neuvième enfant, Israël, né à Chalon le 7 juillet 1578, est baptisé à Saint-Berain par le ministre Léry. 
En 1580, Etiennette, malade, s’est rendue à Dijon où naît, le 22 juin 1580, Philibert, leur dixième enfant, qui est baptisé 15 jours plus tard à Cruzilles.
Leur onzième enfant, Jan, né le 10 juillet 1581, est aussi baptisé à Cruzilles. Philibert et Jean meurent en août 1582.
Le 28 octobre 1582, la malheureuse mère donne naissance à David, Noémi et Esther ; ils sont baptisés à Saint-Bérain et meurent tous les trois dans les jours suivants. Il en est de même pour leur quinzième enfant, Samuel, né le 5 avril 1584, baptisé à Cruzilles qui ne vit que six jours.
En 1583, Philibert Guide publie une partie de ses poèmes, à Paris, d’abord chez Jamet Mettayer, imprimeur du Roi puis chez Robert Le Fizelier  la même année. Il y aura une troisième édition non datée, probablement en 1587 ou 1588 à nouveau chez Jamet Mettayer. Il ne semble pas qu’il ait fait, à ces occasions, le déplacement à Paris. D’ailleurs, en dehors de ses exils en différents lieux de la Bourgogne et à Genève, rien n’indique qu’il ait voyagé. Sans doute, lorsqu’il pouvait rester à Chalon, était-il fort occupé par la gestion de son domaine de la Colombière dont il parle abondamment et avec précision dans son long poème La Colombière et Maison rustique.
Quant à ses relations avec les poètes contemporains, on sait peu de choses. S’il a certainement lu Ronsard, Du Bellay, Du Bartas et Pontus de Tyard, il n’a pu fréquenter que ce dernier. Mais l’a-t-il fait ? Il ne faut pas oublier qu’il y avait une certaine distance entre un poète reconnu et évêque catholique (même d’esprit tolérant) et cet humble versificateur et membre plus ou moins militant de la RPR (Religion Prétendument Réformée) !
Pour les Guide, l’année 1586 est particulièrement dramatique. Leur fils, Paul Guide, est tué accidentellement à Chalon le 10 août le jour où Chalon fêtait la Saint-Laurent. Selon un ami poète rémois, Pierre Poupo, il aurait reçu un coup d’arquebuse.
Le 2 novembre suivant, alors que les Guide sont réfugiés à Pont-de-Vaux, la mère, une nouvelle fois enceinte, reçoit un coup de pied de jument dans le ventre. Leur seizième enfant, Etiennette ne vit que quelques heures et la mère décède cinq jours plus tard.
Philibert la pleurera dans un Chant funèbre sur le decez d’Estiennette Villemenot sa femme. 
La troisième édition de ses œuvres comporte ce chant écrit sans doute en 1587, il y note que sa femme lui a donné 17 enfants alors que dans son livre d’heures il n’en mentionne que 16. Dans ce même chant, il indique qu’il lui reste trois enfants. Ce sont Abraham né en 1572, Daniel né en 1574 et Israël né en 1578.

### Remariage à Genève
En 1588, alors que la ville a basculé dans la Ligue, Philibert s’exile à nouveau à Genève avec ses enfants. Il y séjourne longuement et, le 28 avril 1593, il épouse la genevoise Antoynette Bruyette : « Noble Philibert Guyde bourgeois de Chalon sur saône, habitant à présent Genève et Dame Antoynette Bruyette veuve de feu honneste jehan jaillet en son vivant bourgeois de Genève, les témoins étant Noble Josiau Bouchin bourgeois de Beaune et honneste Philibert Bibeaulne, tailleur d’habits, bourgeois dudit Genève. » Josiau Bouchin est de la famille maternelle d’Etiennette Villemenot.

### Décès
En 1595, Philibert Guide décide de rentrer en France mais il ne pourra rejoindre Chalon car il meurt à Mâcon le 29 novembre 1595. Son fils notera ultérieurement dans le livre d’heures que son père lui a légué :
« Monsieur le père décéda le mercredi vingtneufième de novembre mil cinq cents nonante cinq à huit heures du soir au lieu de macon revenant de genève ou il fut enterré audit macon ». Daniel dit aussi son regret de n’avoir pu être présent à ses obsèques, n’ayant pas été averti.

## Œuvres
- 1583 : La Colombière et autres poèmes, première édition chez Jamet Mettayer.
- 1583 : La Colombière et autres poèmes, deuxième édition chez Robert Le Fizelier.
- 1587 ou 1588 : Troisième édition augmentée chez Jamet Mettayer. (Exemplaire unique à la Bibliothèque Municipale de Chalon sur Saône).